# Vorderwestermurr
Vorderwestermurr ist ein zur Stadt Murrhardt gehörender Weiler im baden-württembergischen Rems-Murr-Kreis. Der Ort ist bekannt für die Quelle der Murr, die sich unweit des Orts befindet. Vorderwestermurr liegt in der Region Stuttgart und im Naturpark Schwäbisch-Fränkischer Wald.

## Geographische Lage
Vorderwestermurr liegt auf einer rauen Hochebene zwischen der Murr im Süden und dem Taubenbach im Norden. Nordwestlich des Orts erhebt sich der Hoblersberg mit 539 Metern. Die etwa 50 Wohnhäuser gruppieren sich um die Landstraße L1119 und die Kreisstraßen K1900 und K1802.
Umliegende Ortschaften sind der Kernort Murrhardt im Norden, Käsbach im Nordosten, Hinterwestermurr, Westermurrer Mühle, Schloßhof mit Schloßhöfer Sägmühle im Südosten, die Westermurrer Sägmühle im Süden, Fautspach im Südwesten und der Hörschhof mit der Hörschhofer Sägmühle im Westen. Im Nordwesten liegen Schwammhof und Waltersberg.

## Geschichte

### Altertum
Die Quelle der Murr diente schon in der Steinzeit als Lagerplatz von Jägern und Sammlern. Wahrscheinlich lagerten auch die Kelten und die Römer am Ursprung der Murr. Dafür spricht ein tief eingeschnittener Hohlweg, der von der Ortsmitte zur Quelle führt. Dieser war vermutlich Teil eines Römerwegs, der das Kastell Murrhardt mit den Kleinkastellen Ebnisee und Rötelsee verband.

### Mittelalter
Erstmals erwähnt wurde Vorderwestermurr in einer am 11. April 1245 zu Lyon ausgestellten päpstlichen Urkunde vom 1245. Mit diesem Dokument stellte Papst Innozenz IV. das Augustiner-Chorherrenstift Backnang unter seinen Schutz und bestätigte den Chorherren Privilegien und Besitzungen in verschiedenen Orten, so auch in Murre. Eine Verwechslung mit Murr an der Murr (Gemeinde Steinheim) kann ausgeschlossen werden, da dieser Ort in der Urkunde als Murr bezeichnet wird. Aus dieser Urkunde kann geschlossen werden, dass Hinterwestermurr im 13. Jahrhundert noch nicht existierte. Erst im 14. Jahrhundert wird zwischen Vorder- und Hinterwestermurr unterschieden, welches wohl als Ausbauort von Vorderwestermurr entstanden ist. 1371 kaufte der Graf Albrecht von Löwenstein Forder Westermure und Stryttwyler (Streitweiler) von Heinz und Wolflin Kun. Erst 1376 wird ein Hinterwestermur erwähnt. Um 1459 werden beide Orte (die zwey Mürrlin) neben anderen kleinen Orten (Dresselbach, Germannsweiler, Sachsenweiler und Vogtsweiler) als wüst bezeichnet. Wahrscheinlich kam es Mitte des 15. Jahrhunderts zu starken Bevölkerungsverlusten, die eine zumindest zeitweilige Entvölkerung kleinerer Orte zur Folge hatte. 1483 wurde Vorderwestermurr von Graf Heinrich von Löwenstein an das Kloster Murrhardt verkauft.

### Neuzeit
Vorderwestermurr erholte sich im 16. Jahrhundert wieder und wurde 1576 einem Urbar wieder als Weiler bezeichnet. Auch die Verwüstungen des Dreißigjährigen Krieges von 1618 bis 1648 überstand der Ort. In der ersten Landesaufnahme nach dem Krieg, dem Forstlagerbuch von Andraes Kieser, wurde der Ort erwähnt. Kieser fertigte 1686 auch eine erste Ansicht des Weilers.
Vorderwestermurr war Hauptort des Vorderwestermurrer Viertels, dem auch Bruchhöfle, Käsbach, Klettenhöfle, Klingen, Sauerhöfle, Schwammhof, Waltersberg, Weidenbach und Weidenhof unterstellt waren. Diese Orte bildeten eine gemeinsame Schultheißerei.

### Einwohnerentwicklung
- 1808: 87 Einwohner[4]
- 1871: 146[5]
- 1896: 152[6]

## Religion
Seit der Einführung der Reformation durch Herzog Ulrich ist Murrhardt evangelisch-lutherisch geprägt. Vorderwestermurr verfügt über eine eigene Kirche, die Auferstehungskirche, welche am westlichen Ortsrand steht. Sie wurde 1961 erbaut und verfügt über Buntglasfenster sowie eine Orgel von Reinhart Tzschöckel.

## Bilder aus Vorderwestermurr

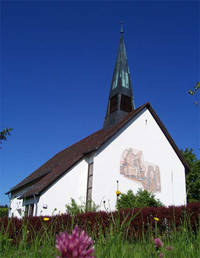
Evangelische Auferstehungskirche Vorderwestermurr
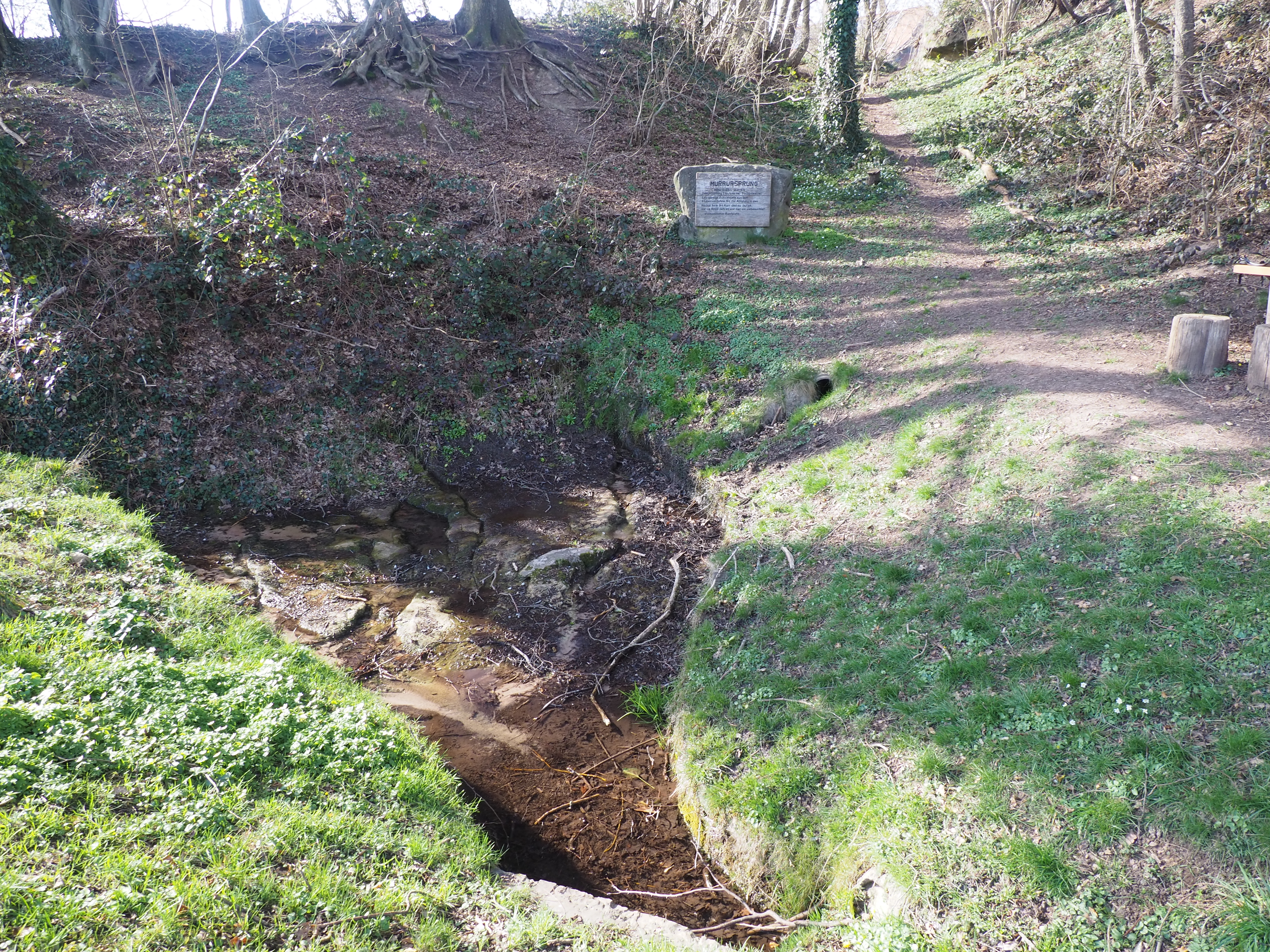
Ursprung der Murr
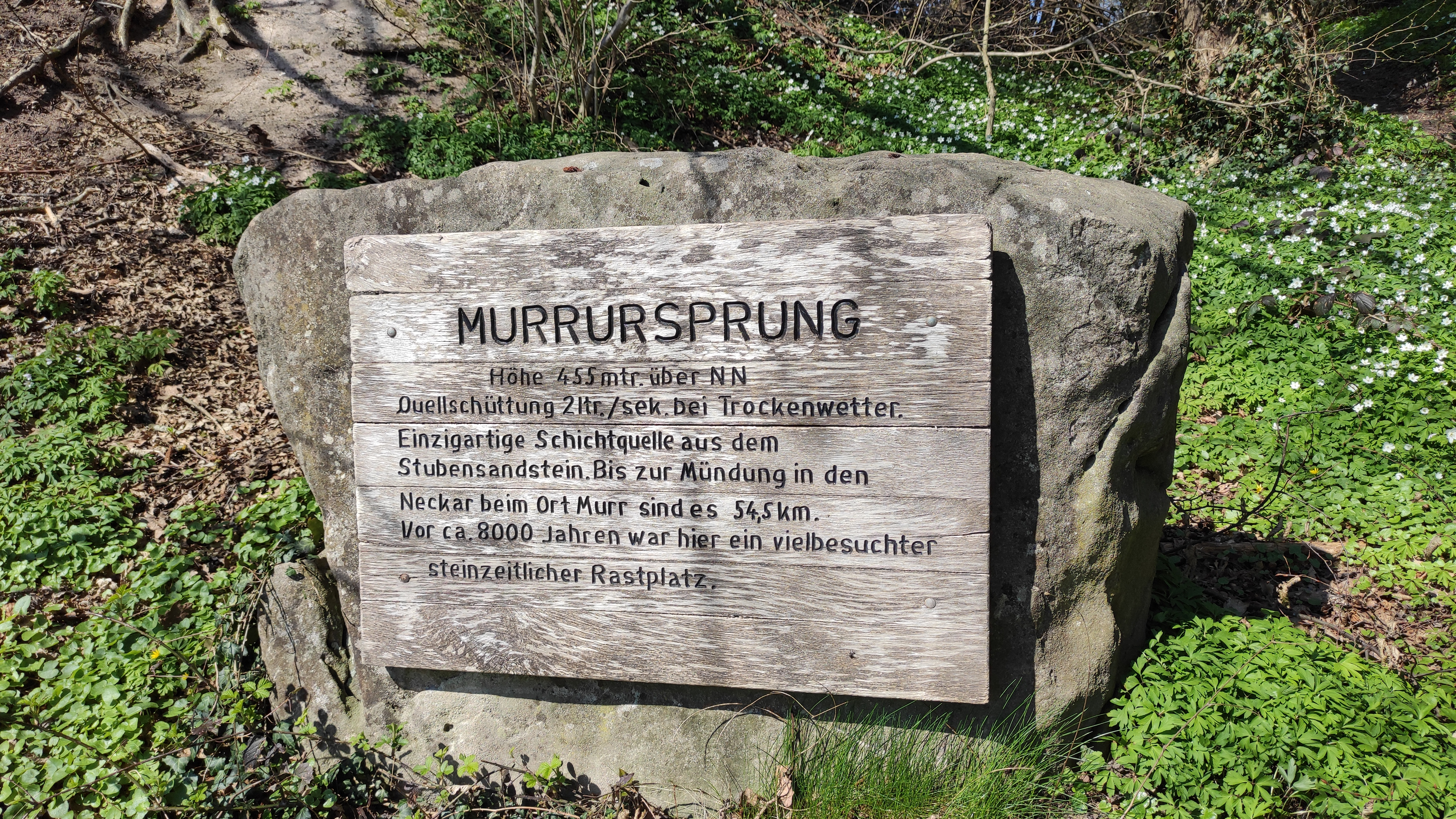
Informationstafel
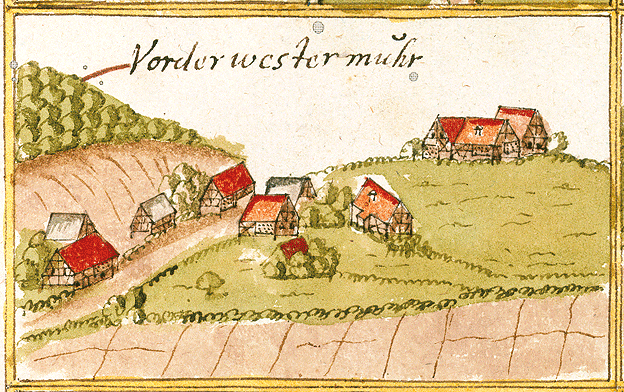
Ansicht von Kieser (1686)